# Uldhåret næsehorn
Uldhåret næsehorn (Coelodonta antiquitatis) tilhørte en uddød slægt af næsehorn som levede på de nordlige stepper og tundraen i Eurasien i den pleistocæne epoke. Den overlevede den seneste istid, måske indtil 8.000 f.Kr. i Sibirien – denne datering er dog usikker. I Danmark kendes bl.a. fossil fra Højrup i Sønderjylland.
Et voksent uldhåret næsehorn var op til 4 meter langt og op til 2 m højt, mere end det nulevende hvide næsehorn. De to horn var lavet af keratin, det forreste horn op til 1 m langt og et mindre placeret ca. mellem øjnene. Det havde en tyk, lang pels, små ører, korte, tykke ben, og en firskåren krop.
Det uldhårede næsehorn benyttede formentlig sine horn til flere forskellige formål. Man mener det har været brugt til at feje sneen væk fra vegetation, så den kunne spise om vinteren. Det har formentlig også været brugt defensivt og til at tiltrække hunner.
Som den sidste og mest specialiserede medlem af næsehorns-familiens pleistocæne linje, var det uldhårede næsehorn godt tilpasset sine omgivelser. Den tætte kropsbygning, korte ben og lange pels (som nutidens Moskusokse) gjorde den velegnet til livet på tundraen og de kolde nordlige stepper, som var fremherskende på tværs af den palæarktiske økozone under de pleistocæne istider, og dens udbredelsesområde varierede i takt med de vekslende istider.
Ligesom det store flertal af næsehorn repræsenterede kropsbygningen en konservativ morfologi, ligesom de første næsehorn der ses i slutningen af den eocæne epoke. En nær slægtning, Elasmotherium, havde en mere sydlig udbredelse.